# 走水峠
走水峠（はしりみずとうげ）は、大分県豊後高田市一畑と同県国東市安岐町明治の間にある標高502mの峠である。

## 概要
大分県北東部の国東半島のほぼ中央に位置し、豊後高田市と国東市を結ぶ大分県道29号豊後高田国東線が通る。この県道は、国東半島西部と東部を最短距離で結ぶ生活道であり、周辺に六郷満山の仏教文化を伝える旧跡が点在する観光上も重要な路線であるが、走水峠は、両子山南側の急峻な斜面に位置するため、急カーブが連続し、幅員が狭小な難所として知られていた。
峠に設けられた展望台からは、近くに並石岩峰（なめしがんぽう）の奇景を望み、また、遠くに周防灘、由布岳、鶴見岳などを眺望できる。走水峠は、並石岩峰とともに、1962年（昭和37年）11月3日に選定された大分百景に「走水峠・並石の景」として選ばれている。また、瀬戸内海国立公園にも含まれている。
1994年（平成6年）から2003年（平成15年）にかけて行われた改良工事のため、県道29号は幅員、カーブともに改善された。走水峠の区間には2002年（平成14年）に走水トンネル（延長568.0m）が開通しており、峠を通る道は旧道となっている。旧道の最高地点は標高480mである。